# Ecological Entomology
Ecological Entomology — британский научный журнал, орган Королевского энтомологического общества Лондона, посвящённый проблемам экологии насекомых и некоторым другим вопросам энтомологии. Основан в 1976 году.

## История
Журнал основан в 1976 году как орган Королевского энтомологического общества Лондона. Фактически журнал является продолжением первого журнала Общества «Transactions of Entomological Society of London» (выходил с марта 1836 года по 1975 год). Индекс цитирования журнала (Импакт-фактор): 1.697 (ISI Journal Citation Reports Ranking: 2009 — 14/74 в категории Entomology).
По уровню цитирования (Импакт-фактор, Science Citation Index) за 28 лет (1981—2008) входит в десятку самых значимых журналов в мире в категории энтомология.
В 2017 году вышел 42-й том.

## Тематика
В рецензируемых журнальных статьях публикуются результаты научных исследований в энтомологии, в том числе:
- поведенческая экология
- экология сообществ
- экология расселений и метапопуляций
- эволюционная экология
- экология пресных водоёмов
- взаимодействия паразитоид-хозяин
- инвазивные виды
- популяционная динамика
- взаимодействия хищник-жертва
- взаимодействия жертва-патогены
- тритрофические взаимодействия

## ISSN
- ISSN: 1365—2311 (Online)